# Pardosa longionycha
Pardosa longionycha är en spindelart som beskrevs av Yin et al. 1995. Pardosa longionycha ingår i släktet Pardosa och familjen vargspindlar. Inga underarter finns listade i Catalogue of Life.